# Wettelijke verdeling
Wettelijke verdeling is een begrip uit de erfrechtpraktijk van de Nederlandse notaris voor de situatie dat een persoon is overleden die geen testament heeft gemaakt en die een partner nalaat uit huwelijk of geregistreerd partnerschap en een of meer kinderen. De wet schrijft in deze situatie voor, dat de langstlevende echtgenoot de hele nalatenschap krijgt, inclusief schulden. De kinderen van overledene verkrijgen geen enkel deel van de erfenis, de wet kent hen een geldvordering toe op de langstlevende ter hoogte van de waarde van hun theoretisch erfdeel. Deze vordering is pas opeisbaar bij overlijden, faillissement of schuldsanering van de langstlevende, voor dat wat er dan nog over is van de nalatenschap. Bij het opeisen van deze vordering mag niet worden toegegrepen op ander vermogen van de langstlevende. Is een kind bij overlijden van een ouder gestorven, gaat de vordering aan de kinderen van het overleden kind. De regeling staat in artikel 13 e.v. van Boek 4 Burgerlijk Wetboek.
Bij een huwelijk of geregistreerd partnerschap in gemeenschap van goederen, bestaat de nalatenschap van een van de partners uit de helft van het huwelijkse vermogen. De langstlevende wordt bij overlijden van de ander door de wettelijke regels voor erfopvolging daarom enig eigenaar van de huwelijkse goederengemeenschap. Onroerend goed, registergoederen en zaken als bankrekeningen moeten nog wel op naam van de langstlevende worden gezet. De langstlevende volgt ook op als partij bij overeenkomsten met bedrijven die diensten aanbieden als sociale media, e-mail of cloudopslag (digitale nalatenschap). Voor kinderen die een vordering op de langstlevende krijgen en die in gemeenschap van goederen zijn getrouwd, viel de vordering in de gemeenschap. Door de wijziging in het huwelijksvermogensrecht in 2018, is dat sindsdien in de regel niet meer het geval, de vordering valt volgens de wettelijke hoofdregel in het eigen vermogen van het kind.

## Kind wel erfgenaam, geen erfdeel
De kinderen van overledene worden in de wet wel erfgenaam genoemd maar hebben in deze situatie niet de rechten die normaal gesproken aan de erfgenaam toekomen. De algemene dwingendrechtelijke regeling voor erfopvolging bij overlijden, de zogenaamde saisineregel van art. 4:182 BW, maakt namelijk expliciet een uitzondering voor de situatie van artikel 4:13 BW. Hier is wat betreft de kinderen als het ware sprake van een soort wettelijke onterving. Het vorderingsrecht van de kinderen wordt in de praktijk vaak kindsdeel genoemd maar er is in erfrechtelijke zin geen sprake van een erfdeel of een enigszins daarmee vergelijkbaar recht. De kinderen krijgen geen eigendomsrechten aan de erfenis, zoals gebruikelijk voor erfgenamen.
Wetgever heeft na lang wikken en wegen, en onder zware druk van de beroepsverenigingen voor het notariaat, voor deze regeling gekozen om de langstlevende in staat te stellen goed verzorgd achter te blijven. De regeling provoceert veel procedures, vooral als de langstlevende een tweede of verdere echtgenoot is van een relatief jonge leeftijd. Er is dan veel tijd om de erfenis op te maken terwijl er vaak geen werk verricht binnen dat gezin, zoals het opvoeden van de kinderen en het doen van de huishouding.
Om de hoogte van de vordering van de kinderen op de langstlevende vast te stellen moet zo snel mogelijk na overlijden een boedelbeschrijving worden gemaakt om de samenstelling en waarde van de nalatenschap vast te stellen. Het bedrag aan waarde moet gedeeld door het aantal erfgenamen (langstlevende plus kinderen van overledene).
De langstlevende mag interen op het vermogen dat is verkregen, maar er gelden wel enkele verplichtingen tegenover de kinderen. De kinderen hebben enkele rechten, onder andere om te voorkomen dat goederen waaraan ze emotionele waarde hechten worden verkocht of door een nieuw huwelijk in een nieuwe gemeenschap van goederen terechtkomt. Dit heten de wilsrechten.

## Wettelijke verdeling is geen verdeling
De regeling van artikel 4:13 BW wordt binnen het notarieel recht veelal de wettelijke verdeling genoemd, dit notarieel jargon komt ook voor in de rechtspraak en het algemeen spraakgebruik. Het wetsartikel gebruikt weliswaar het woord verdelen, maar niet in de zin van het vermogensrecht. Het gaat hier namelijk niet om overdracht van de erfenis aan meerdere personen en er hoeft daarom geen vermogensrechtelijke verdeling van een goederengemeenschap plaats te vinden. Slechts één persoon ontvangt de hele nalatenschap en de kinderen van overledene hebben een vordering in geld op deze persoon. Er is dus op geen enkel moment sprake van een onverdeelde boedel, ofwel een boedel met meerdere eigenaren (goederengemeenschap) en er hoeft op geen enkel moment boedelverdeling plaats te vinden. Een juridisch juiste term zou wettelijke toedeling zijn.

## Ongedaan maken
De langstlevende kan de erfenis zuiver aanvaarden, onder voorrecht van boedelbeschrijving of verwerpen. Een andere mogelijkheid is de wettelijke toedeling binnen drie maanden na overlijden ongedaan te maken door de notaris een akte te laten opmaken met de verklaring daartoe.
De ongedaanmaking brengt mee dat de nalatenschap met terugwerkende kracht tot het overlijden alsnog van rechtswege volgens de normale regels voor erfopvolging op alle erfgenamen overgaat, de langstlevende en de kinderen van overledene, iedereen is nu voor een gelijk deel deelgenoot in de erfgemeenschap. Zij moeten bij aanvaarding de erfenis, inclusief schulden, samen afwikkelen en verdelen, bij beneficiaire aanvaarding vereffenen. Beslissingen die buiten het klein dagelijks beheer gaan of spoedeisend zijn, kunnen alleen gezamenlijk, in unanimiteit worden genomen.

## Erfbelasting
Voor de afdracht van de erfbelasting (successierecht) dient de waarde van het gezamenlijke vermogen op datum overlijden vastgesteld te worden. Laat de erflater kinderen na dan dient eveneens de commerciële waarde van het vermogen vastgesteld te worden. Deze waarde wordt gedeeld door het aantal kinderen plus 1 (de overgebleven ouder). De uitkomst bepaalt de niet opeisbare vordering die de kinderen krijgen op de ouder. Zie ook Erfbelasting - als een kind een zijn erfdeel nog niet in handen krijgt.
Voorbeeld: vermogen van de erflater is € 1 miljoen, bij 4 kinderen krijgt ieder kind een niet opeisbare vordering van € 200.000 op de ouder. Deze vordering is echter eerst opeisbaar bij persoonlijk faillissement of overlijden van de langstlevende ouder. In beide gevallen is de kans aanwezig dat de kinderen uiteindelijk niets ontvangen uit de nalatenschap. Er heeft in dit geval geen boedelverdeling plaats.

## Quasi-wettelijke verdeling
De notaris adviseert een gehuwde die een testament wil maken, ook vaak de notariële modelregeling "Quasi-wettelijke verdeling" in het testament op te nemen. Daarbij worden de echtgeno(o)t(e) en de kinderen tot erfgenaam benoemd en de langstlevende wordt als executeur benoemd, er wordt een afwikkelingsbewind ingesteld en de langstlevende wordt ook als bewindvoerder aangewezen. De bewindvoerder krijgt als taak de erfenis te verdelen volgens de wettelijke verdeling, maar deze bepaling heeft geen erfrechtelijke werking. Als een testament is gemaakt, geldt namelijk niet de uitzondering op de saisineregel van artikel 4:13 BW dat alleen de langstlevende de hele erfenis krijgt. Die regeling geldt alleen als er geen testament is gemaakt. Bij een testament waar naast de echtgenoot ook kinderen als erfgenaam zijn benoemd, zijn er meerdere erfgenamen die volgens de hoofdregel voor erfopvolging (art. 4:182 BW) gezamenlijk overledene opvolgen in diens rechtspositie. Er is na overlijden dan dus sprake van een onverdeelde erfgemeenschap die afgewikkeld en verdeeld moet worden volgens de regels van het vermogensrecht.
Dat zijn regels van dwingend recht waar bij gewone testamentaire bepalingen niet kan worden afgeweken, behalve bij uiterste wilsbeschikking. Het Nederlands erfrecht kent geen uiterste wilsbeschikking om een persoon de bevoegdheid te geven de erfenis te verdelen. Is bij uiterste wilsbeschikking een bewind ingesteld kunnen op grond van artikel 4:171 BW de bevoegdheden en verplichtingen van de bewindvoerder nader worden geregeld maar dit artikel is geen op zichzelf staande uiterste wilsbeschikking, de nadere regeling moet daarom binnen de wettelijke regels van de ingestelde bewindsvorm vallen. Bepalingen in een testament die daarbuiten vallen zijn nietig, een erfgenaam kan niet verplicht worden nietige bepalingen in een testament te volgen. Er kan een beroep op de nietigheid worden gedaan, dat kan vormvrij. Heeft niet iedereen dezelfde mening over de rechtsongeldigheid van de betreffende bepalingen, moet de vraag aan de rechter worden voorgelegd (vordering tot verklaring van recht).